# Cynthia Powell
Cynthia Lillian Lennon (Cynthia Powell, Blackpool, Anglaterra, 10 de setembre de 1939 - Calvià, Balears, 1 d'abril del 2015) va ser la primera esposa de John Lennon, integrant de la banda de rock The Beatles i mare del també músic Julian Lennon.
Quan John actuava a Hamburg amb els Beatles, va llogar el seu dormitori de la seva tia i tutora legal, Mimi Smith. Després que Powell es quedés embarassada, ella i John es van casar el 23 d'agost de 1962 al Mount Pleasant de Liverpool, l'oficina de registre de la ciutat. De 1964 a 1968, van viure a Kenwood, Surrey, on va romandre a casa i va participar amb el seu marit en una vida social basada a Londres. El 1968, John la va deixar per a l'artista conceptual d'avantguarda japonesa Yoko Ono i, com a resultat, el divorci de la parella va ser legalment atorgat el 8 de novembre de 1968 per l'adulteri de John amb Yoko Ono.
Es va casar amb l'hostaler italià Roberto Bassanini el 1970 i es va divorciar d'ell el 1973. El 1976 es va casar amb John Twist, enginyer de Lancashire, però es va divorciar el 1983. Després del seu divorci amb Twist, va canviar el seu nom a Lennon. Va conèixer a Jim Christie, la seva parella durant 17 anys. Més tard es va casar amb Noel Charles, propietàri d'un club nocturn, des de 2002 fins a la seva mort el 2013.
Va publicar un llibre de memòries, A Twist of Lennon, el 1978 i una biografia més íntima, John, el 2005. Al llarg dels anys va protagonitzar diverses subhastes de records relacionats amb la seva vida amb John Lennon. Fins a la seva mort el 2015 va residir a Mallorca.

## Biografia

### Primers anys
Cynthia va néixer el 10 de setembre de 1939 a Blackpool, sent la més petita dels tres fills de Charles Powell i la seva dona Lillian.. Charles Powell va treballar per a l'empresa General Electric Company. Els Powell havien viscut a Liverpool, però juntament amb altres dones embarassades, Lillian Powell va ser enviada a Blackpool, lloc més segur durant la Segona Guerra Mundial, i va viure en una petita habitació en un bed-and-breakfast al passeig marítim de Blackpool. Després del naixement, amb Liverpool convertint-se en un objectiu freqüent de les batudes aèries alemanyes, es van traslladar a una casa aparellada de dues habitacions a Hoylake. Aquesta era una àrea de classe mitjana a la península de Wirral, considerada "elegant" per les de Liverpool.
A l'edat de 11 anys, va guanyar un premi d'art en un concurs organitzat pel Liverpool Echo. Un any més tard va ser acceptada a la Junior Art School de Liverpool, que també va comptar amb la presència de Bill Harry, posteriorment editor del diari Mersey Beat de Liverpool.

### Escola d'art
Quan Powell tenia 17 anys, el seu pare va morir després d'una llarga batalla contra el càncer de pulmó. Abans de morir, li va dir que hauria d'obtenir una feina per recolzar econòmicament a la seva mare, i no anar a l'escola d'art. Com la seva mare volia que rebés una educació, va llogar una habitació per a quatre aprenents elèctrics. El setembre del 1957, Powell va obtenir un lloc al Liverpool College of Art. Tot i estudiar gràfics, també va fer classes de lletres, igual que Lennon. Ell mai portava estris per dibuixar, de manera que sempre prenia prestades les coses de Cynthia, que va descobrir que només hi era perquè altres professors es van negar a instruir-lo. Ella tenia un aire de respectabilitat i es movia en diferents cercles socials que el seu futur marit. Lennon i un amic de l'escola d'art, Geoff Mohammed, solien burlar-se d'ella detenint la conversa quan va entrar a l'habitació dient: "Tranquil·la per favor! Sense bromes brutes; és Cynthia".
Powell va escoltar una vegada que Lennon va fer un compliment a una noia de cabells rossos de la universitat, dient que s'assemblava a l'actriu francesa Brigitte Bardot. El dissabte següent, Powell va aparèixer al col·legi amb els seus cabells en diversos tons blaus. Lennon es va adonar immediatament, exclamant: "Fes-ho, senyora Hoylake!" (L'àlies de Lennon per a ella, juntament amb "Miss Powell" o "Miss Prim"). Vestit com un Teddy Boy, de vegades portava una guitarra amb ell a la classe, i una vegada va cantar "Ain't She Sweet" directament a Powell.

## Relació amb John Lennon
Després d'una festa universitària per celebrar el final de curs, Lennon va preguntar a Powell si li agradaria "sortir" amb ell. Ella li va respondre que estava compromesa amb un jove, a Hoylake; Lennon li va respondre: "Jo no t'he demanat que ens casem, oi?" Després es va acostar ella i li va preguntar si aniria al pub Ye Cracke. Estava confosa quan la va ignorar tota la tarda, però finalment la va convidar al grup amb una broma.

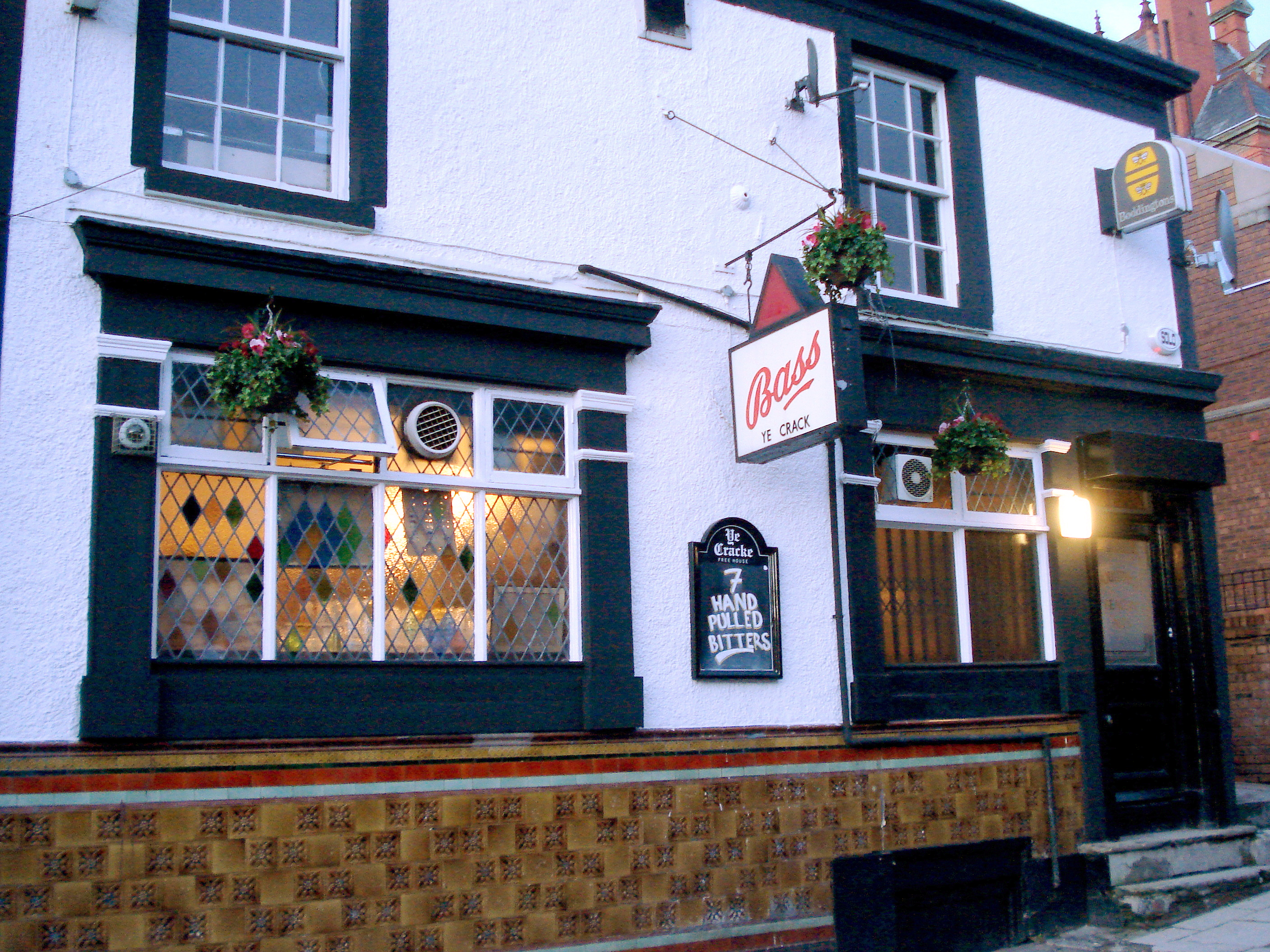
El pub Ye Cracke

Ells van començar a sortir, Lennon ara es refereix a ella com "Cyn". A la tardor de 1958, va deixar el seu compromís per estar amb ell, i ell va acabar la seva relació amb un altre estudiant d'art, Thelma Pickles. La seva gelosia també podria manifestar-se en un comportament violent envers ella, com quan li va donar un cop a la cara (fent que el seu cap piqués amb la paret), després de veure-la ballar amb Stuart Sutcliffe. Després de l'incident, ella va deixar la relació amb Lennon durant tres mesos, però va reprendre-la després d'una gran disculpa. Una altra vegada, una dona de neteja de la universitat va veure Lennon agredint-la i li va suggerir allunyar-se d'ell.
El seu treball a l'escola d'art va començar a ressentir-se'n, i els professors li van dir que la relació amb Lennon no li feia cap bé. Lennon seguia sent inconscient amb ella, després va dir: "Jo estava en una mena de ceguesa des de feia dos anys. Jo estava borratxo o lluitant. Era igual amb altres amigues que havia tingut. Hi havia alguna cosa."
Tony Bramwell, amic de Lennon des de la seva joventut, va dir més endavant: "Cynthia era bonica, físicament i per dins. Tot i que sabia que ell era com era [Lennon] va ser capaç de trobar amor a la carretera, es va dedicar totalment al seu èxit ... i va ser molt influent. Ell era insegur i Cynthia va estar allà per donar-li suport, per reforçar el seu costat feble ".
La primera estada de The Beatles a Hamburg va tenir lloc el 1960, amb Lennon escrivint cartes freqüents i apassionades a casa de Powell.Després de tornar a casa, la tia de Lennon i guardià legal, Mimi Smith, li va llançar un mirall de mà per gastar molts diners en un abric de camussa per Cynthia. Smith més tard es va referir a ella com una "gangster's moll" (slang antiquat equivalent a 'prostituta') i sovint era desagradable cap a ella.
Els Beatles van ser a Hamburg per segona vegada l'any següent (1961), i Powell i Dot Rhone (la núvia de Paul McCartney en aquells moments) els van visitar dues setmanes més tard, durant les vacances de Setmana Santa. Havien de quedar-se tota la nit a causa dels llargs concerts, totes dues prenent Preludin per estar despertes, que el grup també estava prenent. Lennon i Powell es van quedar amb la núvia de Stuart Sutcliffe, Astrid Kirchherr, a la casa de la seva mare. Després del viatge a Hamburg, la mare de Powell, Lillian, va dir que emigraven al Canadà amb el seu nounat, i que ella, Lillian, aniria amb ells mentre estudiaven per convertir-se en professors. Powell va esperar fins que Lennon va tornar d'Hamburg abans de demanar-li a Mimi Smith, si ella li llogaria una habitació. Smith va llogar-li la cambra situada damunt de la porta principal (que havia estat el dormitori de Lennon), però va insistir que fes també les tasques de la casa. Per pagar el lloguer, va treballar en una botiga de Woolworths a Liverpool, després d'haver-se acabat la beca. El mateix any, quan Lennon tenia 21 anys, va rebre 100 lliures de la seva tia Elizabeth Sutherland (a qui va anomenar "Mater") que vivia a Edimburg i va anar a París amb McCartney. Powell no els va poder acompanyar perquè estava estudiant per als seus exàmens finals.
Quan Lennon va tornar a Hamburg a l'abril de 1962, va trobar un llit en una casa adossada al 93 de Garmoyle Road, Liverpool. Poc després de fracassar en l'obtenció del diploma a l'examen d'art, a l'agost de 1962, va trobar que estava embarassada del fill de Lennon. Més tard va explicar que ella i Lennon no havien utilitzat mai la contracepció, mai no ho havien parlat i no ho van pensar en aquell moment. Quan va dir a Lennon, aquest va dir: "Només hi ha una cosa per a Cyn, haurem de casar-nos".

## Matrimoni amb Lennon i naixement de Julian
John i Cynthia es van casar el 23 d'agost de 1962 a a l'oficina de Mount Pleasant Register de Liverpool. McCartney i George Harrison va assistir-hi, igual que el seu gerent, Brian Epstein, que era el padrí; no hi va haver pares. El casament va ser grotesc, perquè tan aviat com va començar la cerimònia, un obrer al pati del darrere de l'edifici va començar a utilitzar un martell pneumàtic que ofegava qualsevol cosa que el registrador, Lennon, o Powell diguessin. Quan el registrador va sol·licitar que el nuvi avancés, Harrison va fer un pas endavant. Sense fotografies ni flors, la festa fou celebrada després, organitzada per Epstein, al restaurant Reece, a Clayton Square, que era el mateix restaurant on els pares de Lennon, Alfred Lennon i Julia Lennon, havien celebrat el seu matrimoni el 1938. Lennon tenia 21 anys, i Powell 22. Els nuvis no van tenir lluna de mel, ja que Lennon va haver de fer un concert al Riverpark Ballroom de Chester la mateixa nit,, tot i que van viatjar al Four Seasons Hotel George V de París, per a una lluna de mel el 16 de setembre, però van ser acompanyats per Epstein, encara que no fos convidat a unir-se a ells.
Durant el seu embaràs, Epstein va oferir l'ús del seu pis de Falkner Street a Cynthia i John, i més tard, va pagar una habitació d'hospital privada quan arribava al final de l'embaràs. Tot i que encara eren completament desconeguts fora del Liverpool, els Beatles van tenir un seguiment fanàtic entre les noies de la ciutat. Epstein tenia una condició que la parella havia de seguir: el matrimoni i el nadó es van mantenir en secret, de manera que no molestessin cap d'aquestes fans. Una vegada que es van filtrar les notícies sobre el casament, el grup ho va negar. Cynthia estava feliç de mantenir un perfil baix, no volent ser objecte de l'atenció pública de la manera que el seu marit ho era.
El fill dels Lennon, John Charles Julian Lennon, va néixer a les 7.45 hores del 8 d'abril de 1963, a l'hospital de Sefton. Lennon, que estava de gira en aquell moment, no va veure el seu fill fins tres dies més tard, i quan finalment va arribar a l'hospital, va dir: "És sagnant meravellós, Cyn! ... Qui serà un famós rocker com el seu pare, llavors? " Després va explicar que anava a fer unes vacances de quatre dies a Barcelona, amb Epstein. Lennon es va referir més tard a Julian com a "especial de dissabte a la nit; la manera en què la majoria de la gent arriba aquí", també va dir que el seu fill "va sortir d'una ampolla de whisky", suggerint això com a explicació de la seva pobra criança de Julian en comparació amb el seu segon fill, Sean Lennon: "Sean és un nen planificat i allà resideix en la diferència. No estimo a Julià menys com a nen".

## Beatlemania
Cap al moment del naixement de Julian, els Beatles es van convertir en una sensació pop a través de la Gran Bretanya, un fenomen que es va conèixer com a Beatlemania. Que un dels membres estigués casat i tingués un fill en aquell moment no era conegut; una pàgina de 1963 "Lifelines of the Beatles" al New Musical Express  detalla més de 25 fets biogràfics sobre cada membre del grup, però mai va donar cap pista que Lennon estigués casat, fins i tot reportava "noies" com una de les seves aficions.
La premsa va escoltar rumors sobre l'esposa i el fill de Lennon a finals de 1963, després que la Beatlemania ja hagués assolit el Regne Unit i Europa, i que va apropar-se a la casa de la seva mare a Hoylake (on es van quedar mare i fill), al novembre i al desembre. Amics i veïns van protegir el seu anonimat, però els periodistes li van acostar sovint. Al novembre va fer batejar el seu fill a l'església parroquial de Hoylake, però no li va dir a Lennon (que estava de gira en aquell moment), perquè temien un circ mediàtic. Ella li va dir dos dies després, i John estava enutjat perquè ell no volia batejar el seu fill, encara que Epstein hagués demanat ser el padrí de Julian. Poc després del bateig, tots els diaris estaven plens de la història sobre la dona secreta de Lennon i el seu nen.
Brian Epstein va dir als altres Beatles que fessin el millor de la situació i esperaven que els diaris no diguessin que Cynthia estava embarassada abans de casar-se amb ell. Després de viure a la casa de la tia de Lennon alguns mesos, la parella es va traslladar a Londres i va trobar un pis de tres dormitoris al Emperor's Gate 13, al costat de Cromwell Road. El pis de la planta superior era el tercer de tres, cadascun dels quals estava construït en dues plantes. Això significava pujar sis trams d'escales, ja que l'edifici no tenia ascensor. Cynthia primer havia de portar Julian al pis i després tornar a recollir les bosses de compra. Els fans dels Beatles aviat es van assabentar de la seva vida i ella els trobava acampant al passadís, i havien d'enquivar-los a l'hora de sortir o arribar.
Ella va acompanyar Lennon als Estats Units en la primera gira dels Beatles allà, amb Lennon permetent a la premsa de fotografiar-los junts, cosa que va enfurismar a Epstein, ja que ell havia volgut mantenir el seu matrimoni com un secret. A la gira, va romandre a Nova York quan Lennon i els altres Beatles es van introduir ràpidament en un cotxe, i a Miami va haver de demanar l'ajuda dels fans per convèncer a un guàrdia de seguretat de qui era. La resposta de Lennon va ser: "No siguis tan lenta la propera vegada que podrien haver-te matat". Seria l'única vegada que Cynthia aniria de gira amb ells. A la porta de l'hotel, la situació empitjorava, amb els aficionats que enganxaven xiclet a la tanca del pis i que estripaven qualsevol article de roba quan Ella o Lennon sortien o arribaven. Les nenes americanes escriuen les seves cartes proclamant el seu desesperat amor per John; les dones de les vides dels altres Beatles van rebre missives equivalents. A la fi del 1967, les dones del Beatles encara estaven davant d'un perill físic ocasional per part dels fans dels Beatles femenins, amb Cynthia colpejada a les cames per un fan que li va demanar "deixa a John sol!"
Com Lennon estava sempre de gira o gravant, van suposar unes vacances en família (1966) quan feien esquí a St. Moritz, amb el productor George Martin i la seva núvia, o allotjats en un castell a Irlanda, amb George Harrison i Pattie Boyd (esposa de Harrison). Fins i tot, aquests van ser descoberts pels aficionats, i Cynthia i Pattie van haver d'escapar de la ubicació irlandesa vestides de noies. Com a resultat de les llargues sessions de gravació i gira, Lennon solia dormir durant uns dies després. Quan Lennon va començar a rodar  Com vaig guanyar la guerra  a Almeria, Espanya, va prometre a la seva dona i el seu fill que podrien unir-se allà després de dues setmanes de rodatge. El petit apartament que se'ls va assignar va ser reemplaçat ràpidament per una vila quan Starr i la seva dona es van unir a ells.

## Divorci
Cynthia va ser testimoni de l'èxit de la banda fins a 1968, moment en el qual es va divorciar de Lennon quan el cantant va iniciar un romanç amb Yoko Ono, amb qui va contreure matrimoni a l'any següent. En el procés de divorci, Cynthia es va quedar amb la custòdia del fill de tots dos i Lennon es va comprometre a pagar 100 000 lliures per a la manutenció del nen. Durant el divorci de la parella, el beatle Paul McCartney va compondre l'emblemàtica cançó Hey Jude  per consolar Julian per la separació dels seus pares.

## Vida posterior
El 31 de juliol de 1970, Cynthia es va casar per segona ocasió amb el gerent Roberto Bassanini, de qui es va divorciar el 1973. El seu tercer matrimoni va tenir lloc el 1976, quan es va casar amb John Twist, un enginyer procedent de Lancashire; es van divorciar l'any 1983. Va ser convidada sovint en les conferències o esdeveniments dedicats als Beatles per donar el seu testimoni sobre algunes cançons com Strawberry Fields Forever i Hey Jude. El seu últim matrimoni va ser el 2002 amb l'empresari Noel Charles.
L'any 2005, Cynthia va publicar el seu primer llibre, titulat  John . A l'any següent, ella i el seu fill Julian van assistir a l'estrena del  Cirque du Soleil Love , on va tenir un retrobament amb Yoko Ono. El 2009, va publicar el seu últim llibre, L'autèntic John, on revela la seva vida al costat de Lennon, i aquest mateix any va organitzar una exposició d'objectes personals de Lennon; en aquest esdeveniment es va retrobar amb Pattie Boyd després de diversos anys de no haver-se vist.
El 9 d'octubre de 2010, en el 70 aniversari del natalici de John Lennon, Cynthia i Julian van desvetllar el  John Lennon Peace Monument  en una cerimònia realitzada a Chavasse Park, Liverpool. El seu últim marit, Noel Charles, va morir el 2013.

## Mort
Va morir l'1 d'abril de 2015 a causa de càncer de pulmó, segons va informar el seu fill Julian Lennon en xarxes socials. Coneguts com ara Yoko Ono, Sean Lennon, Paul McCartney, Olivia Harrison, Dhani Harrison i Ringo Starr van lamentar la mort de qui va ser esposa de John Lennon.